# نروی (جنوآ)
نِروی (به ایتالیایی: Nervi) یک منطقهٔ مسکونی در ایتالیا است که در جنوآ واقع شده‌است. نروی که در فاصله هفت کیلومتری به سمت شرق از مرکز شهر جنوآ واقع شده، پیش از این یک کومونه مستقل بود از سال ۱۹۲۶ به عنوان بخشی از جنوآ شناخته می‌شود.